# Avenue du Président-Wilson (Montreuil)
Pour les articles homonymes, voir Avenue du Président-Wilson.
L'avenue du Président-Wilson est un des axes importants de Montreuil (Seine-Saint-Denis).

## Situation et accès
Cette avenue commence croisement de l'avenue Pasteur, du boulevard Paul-Vaillant-Couturier et de l'avenue Walvein, et se termine au carrefour de la rue de la Solidarité et de la rue de Strasbourg.
Elle présente la particularité d'emprunter sur quelques dizaines de mètres, le tracé d'une autre voie, la rue du Capitaine-Dreyfus.
Elle est desservie par la station de métro Mairie de Montreuil.

## Origine du nom

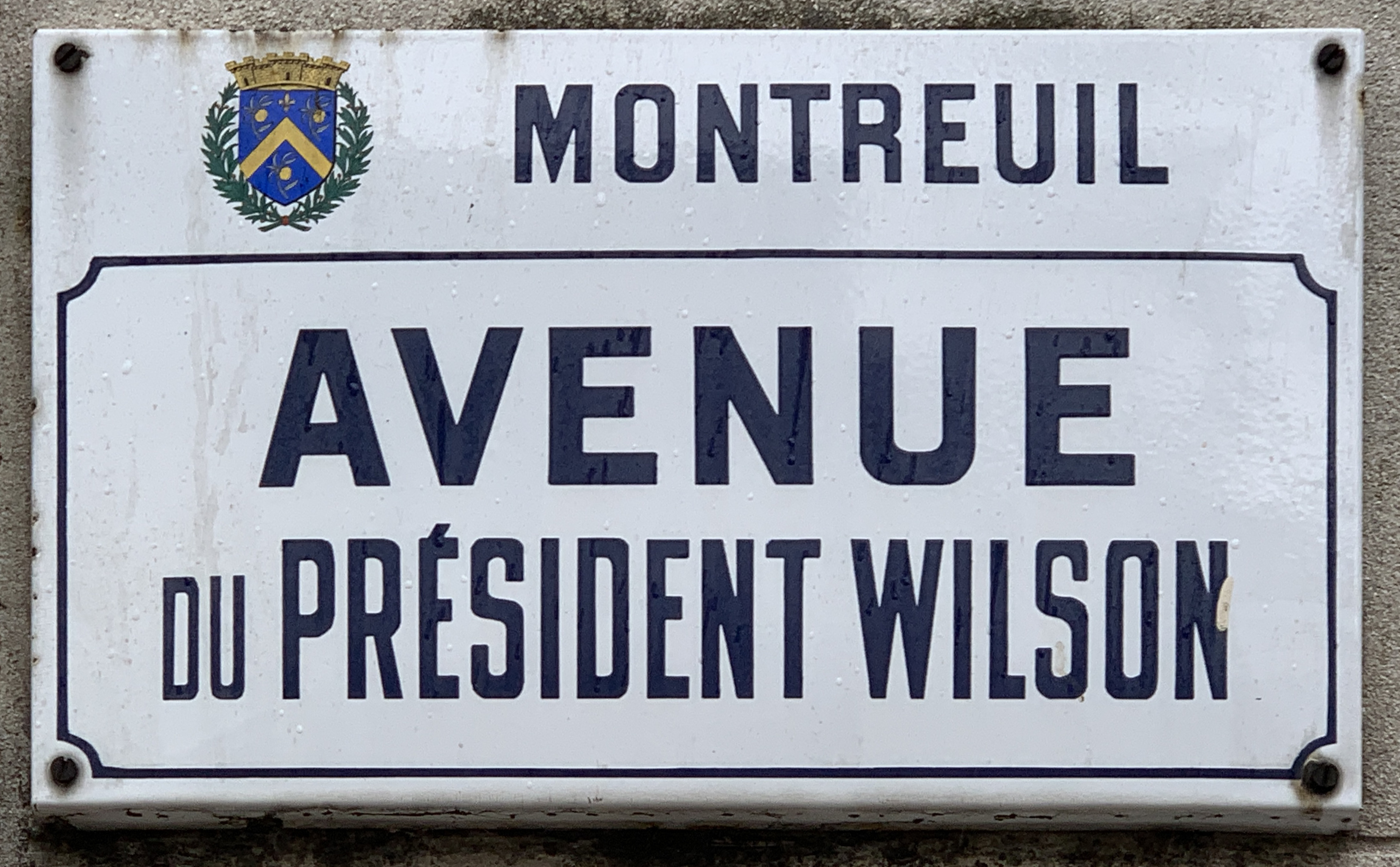
Plaque de l'avenue.

Cette voie porte le nom de Woodrow Wilson (1856-1924) 28e président des États-Unis.

## Bâtiments remarquables et lieux de mémoire
- Mairie de Montreuil
- En 1897, au numéro 74 bis du boulevard de l'Hôtel-de-Ville, le cinéaste Georges Méliès fit construire dans le jardin de sa propriété, un «atelier de prises de vue cinématographique»[1].
- L'homme politique Jacques Duclos habita au no 22[2].
- Cinéma Georges-Méliès

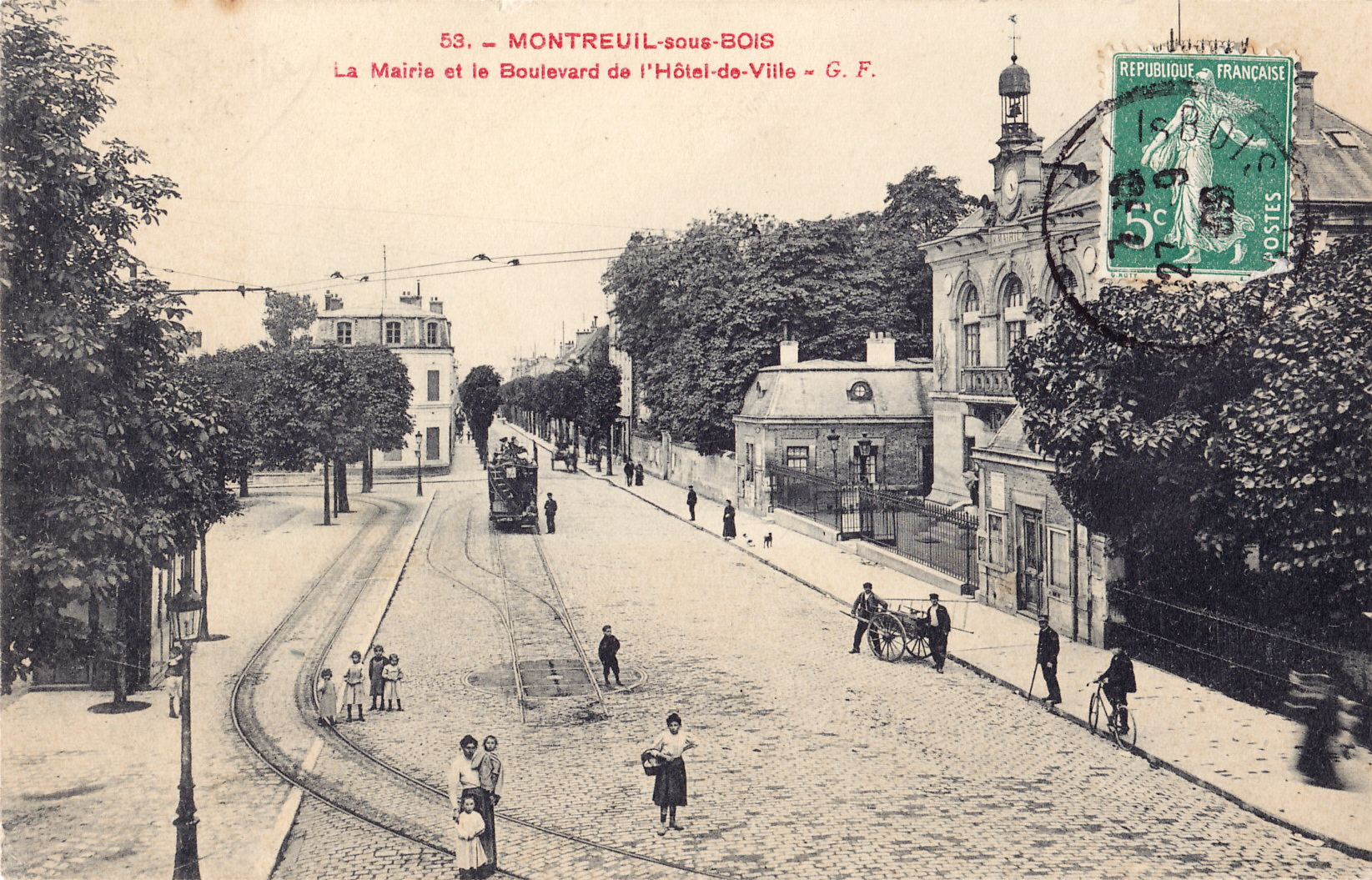
La mairie, le boulevard de l'Hôtel-de-Ville et les rails du tramway.
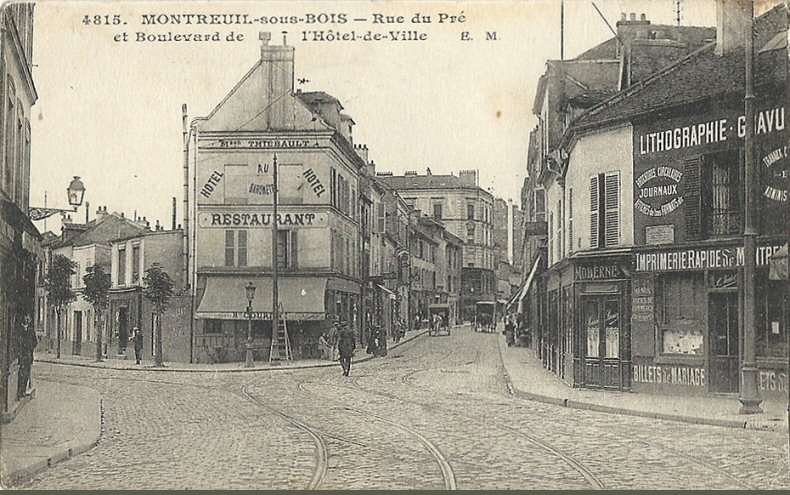
Le boulevard de l'Hôtel-de-Ville au croisement de la rue du Pré (aujourd'hui rue du Capitaine-Dreyfus).